# Erprobungskommando
Erprobungskommando (EKdo) jednostka Luftwaffe, której zadaniem było testowanie nowych samolotów i uzbrojenia w warunkach operacyjnych.

## Erprobungskommando 16
Erprobungskommando 16 zostało sformowane w marcu 1943 w Peenemünde-West, jako jednostka testowa dla nowych myśliwców o napędzie rakietowym Messerschmitt Me 163. Rozformowana 14 lutego 1945.

### Dowódcy
- Major Wolfgang Späte, luty 1943 - maj 1944
- Hauptmann Toni Thaler, maj 1944 - luty 1945

## Erprobungskommando 154
Erprobungskommando 154 zostało sformowane w listopadzie 1943 w Langenhagen, jako jednostka testowa dla nowego myśliwca nocnego Focke-Wulf Ta 154.

## Erprobungskommando 162
Erprobungskommando 162 zostało sformowane w styczniu 1945 w Rechlin-Roggenthin, jako jednostka testowa dla nowego myśliwca odrzutowego Heinkel He 162. 

### Dowódcy
- Major Heinrich Bär, styczeń 1945 - maj 1945

## Erprobungskommando 262
Erprobungskommando 262 zostało sformowane w kwietniu 1944 w Lechfeld jako jednostka testowa dla Messerschmitt Me 262. Jednostka została rozformowana 26 września 1944 i użyta do stworzenia Kommando Nowotny.

### Dowódcy
- Hauptmann Werner Thierfelder, kwiecień 1944 - 18 lipca 1944
- Major Walter Nowotny, 19 lipca 1944 - 26 września 1944

## Kommando Welter
Kommando Welter zostało początkowo sformowane w listopadzie November 1944 w Burg bei Magdeburg jako Kommando Stamp, latając na Me 262A-1a, jako eksperymentalna jednostka nocnych myśliwców. Wkrótce jednak przemianowana na Kommando Welter. Oznaczenie jednostki zmieniono na 10./NJG 11 28 stycznia 1945.

### Dowódcy
- Oberleutnant Gerhard Stamp, listopad 1944
- Oberleutnant Kurt Welter, listopad 1944 - styczeń 1945